# Чемпионат России по хоккею с шайбой 2007/2008 (составы)
Составы команд чемпионата России по хоккею с шайбой 2007/08.
Указано гражданство хоккеистов, не являвшихся гражданами России (согласно eliteprospects.com).

## 1. «Салават Юлаев»
Вратари:  Милан Гниличка, Александр Ерёменко, Вадим Тарасов.
Защитники:  Мирослав Блатяк, Александр Бойков, Павел Доронин, Кирилл Кольцов, Артур Кутдусов, Андрей Кутейкин, Александр Логинов, Виталий Прошкин, Олег Твердовский,  Радек Филипп, Михаил Чернов, Игорь Щадилов.
Нападающие: Владимир Антипов, Александр Бутурлин (→ ХК МВД), Игорь Волков, Владимир Воробьёв, Артём Гордеев, Игорь Григоренко, Николай Заварухин, Сергей Зачупейко,  Константин Кольцов, Александр Кучерявенко (→ СКА), Алексей Медведев,  Михал Микеска, Руслан Нуртдинов, Александр Пережогин, Андрей Сидякин, Дмитрий Тарасов, Андрей Таратухин, Алексей Терещенко, Станислав Чистов, Алексей Шкотов.
Главный тренер: Сергей Михалёв.

## 2. «Локомотив»
Вратари: Семён Варламов,  Юусо Риксман, Егор Подомацкий.
Защитники: Виталий Аникеенко (→  «Металлург» Н),  Ари Валлин, Алексей Васильев, Илья Горохов, Александр Гуськов, Сергей Жуков, Игорь Зубов (→ «Нефтехимик»), Альберт Полинин, Денис Соколов, Игорь Уланов,  Даниэль Чарнквист, Алексей Швалёв (→ «Сибирь»).
Нападающие: Александр Васюнов, Александр Галимов, Евгений Грачёв, Александр Калянин (→ «Трактор»),  Збынек Иргл, Сергей Коньков, Алексей Кудашов, Андрей Локтионов, Алексей Михнов, Иван Непряев, Сергей Остапчук,  Рэнди Робитайл,  Константин Руденко, Александр Рябев,  Тони Салмелайнен, Дмитрий Сёмин, Иван Ткаченко, Геннадий Чурилов, Алексей Яшин.
Главный тренер:  Кари Хейккиля.

## 3.«Металлург» Магнитогорск
Вратари:  Андрей Мезин, Александр Печурский, Илья Проскуряков,  Трэвис Скотт.
Защитники: Виталий Атюшов, Евгений Бирюков, Владислав Бульин, Евгений Варламов, Ринат Ибрагимов, Николай Игнатов, Владимир Маленьких, Иван Савин, Александр Селуянов, Иван Сидоров (← «Торпедо»), Михаил Чурляев,  Мартин Штрбак.
Нападающие: Юрий Бабенко, Игорь Величкин, Евгений Гладских, Антон Гловацкий, Равиль Гусманов, Игорь Емелеев (→ «Динамо»), Вадим Ермолаев, Алексей Кайгородов, Игорь Королёв, Эдуард Кудерметов (→ «Спартак»),  Ярослав Кудрна, Николай Кулёмин, Максим Мамин,  Ян Марек, Игорь Мирнов (← «Динамо)», Денис Платонов, Михаил Севостьянов (→ «Металлург» Н), Сергей Севостьянов, Евгений Фёдоров.
Главный тренер: Валерий Постников.
Покинули команду

## «Ак Барс»
- Вр Станислав Галимов
- Вр Эмиль Гарипов
- Вр Василий Кошечкин
- Вр  Мика Норонен
- Вр  Роберт Эш
- Зщ Вячеслав Буравчиков
- Зщ Алексей Емелин
- Зщ  Раймон Жиру
- Зщ Андрей Зубарев
- Зщ Евгений Медведев
- Зщ Илья Никулин
- Зщ Григорий Панин ← «Лада»
- Зщ Андрей Первышин
- Зщ Евгений Рясенский
- Зщ Яков Селезнев
- Зщ Василий Токранов
- Зщ Михаил Тюляпкин
- Нп Никита Алексеев
- Нп Денис Архипов
- Нп Александр Головин → «Авангард»
- Нп Михаил Жуков
- Нп Данис Зарипов
- Нп Сергей Зиновьев
- Нп Дмитрий Казионов
- Нп  Кори Лароз
- Нп Максим Майоров
- Нп Алексей Морозов
- Нп Игорь Мусатов
- Нп Дмитрий Обухов
- Нп Кирилл Петров
- Нп Олег Петров
- Нп Александр Степанов
- Нп  Юкка Хентунен
- Нп  Петр Чаянек
- Нп Григорий Шафигулин
- Главный тренер: Зинэтула Билялетдинов

## ЦСКА
- Вр Иван Касутин
- Вр  Томас Лоусон
- Зщ Антон Белов
- Зщ Евгений Бородин
- Зщ Евгений Бусыгин
- Зщ  Алексей Васильченко → ХК МВД
- Зщ Максим Гончаров
- Зщ Виктор Довгань
- Зщ Константин Корнеев
- Зщ Денис Куляш
- Зщ Георгий Мишарин
- Зщ  Джеймс Поллок
- Зщ Сергей Розин
- Зщ Андрей Шефер
- Нп Евгений Артюхин ← «Авангард»
- Нп Павел Виноградов
- Нп Владимир Горбунов
- Нп Вадим Епанчинцев
- Нп Владимир Жарков
- Нп Илья Каблуков
- Нп  Ладислав Кон
- Нп Алексей Косоуров → «Торпедо»
- Нп Дмитрий Моня
- Нп Сергей Огородников → «Металлург» Н
- Нп Денис Паршин
- Нп  Константин Пушкарев
- Нп Олег Сапрыкин
- Нп Алексей Симаков
- Нп Александр Скугарев
- Нп Александр Суглобов ← СКА
- Нп Пётр Счастливый
- Нп  Драган Умичевич
- Нп Никита Филатов
- Нп Сергей Широков
- Нп Тимофей Шишканов
- Главный тренер: Вячеслав Быков

## СКА
- Вр  Марк Ламот
- Вр Дмитрий Ячанов
- Зщ Александр Гаврилов
- Зщ Сергей Гусев
- Зщ Рустем Камалетдинов
- Зщ Павел Канарский → «Северсталь»
- Зщ Дарюс Каспарайтис
- Зщ Максим Кондратьев
- Зщ Сергей Перетягин
- Зщ Валерий Покровский
- Зщ Дмитрий Рябыкин
- Зщ Александр Рязанцев
- Зщ Кирилл Сафронов
- Зщ Андрей Спиридонов → «Лада»
- Зщ Александр Титов → «Авангард»
- Зщ  Джейми Хьюард
- Нп Владимир Бакика
- Нп Антон Бут
- Нп Владимир Виноградов
- Нп Владимир Воронков
- Нп Константин Горовиков
- Нп  Андреас Юханссон
- Нп Павел Китков
- Нп Алексей Кознев
- Нп Антон Королев
- Нп Артём Крюков
- Нп Александр Кучерявенко ← «С. Юлаев»
- Нп Игорь Макаров
- Нп Игорь Мисько
- Нп Сергей Москалев
- Нп  Дэвид Немировски
- Нп Александр Осипенко
- Нп Евгений Смирнов
- Нп Вячеслав Солодухин
- Нп Александр Суглобов → ЦСКА
- Нп Максим Сушинский
- Нп  Патрик Фишер
- Нп  Мика Ханнула
- Нп Денис Швидкий
- Нп Александр Щербина
- Главный тренер:  Барри Смит

## «Динамо»
- Вр  Синухе Валлинхеймо
- Вр  Виталий Еремеев
- Вр Вадим Желобнюк
- Вр Сергей Звягин
- Зщ  Евгений Блохин → «Сибирь»
- Зщ Александр Будкин
- Зщ Сергей Вышедкевич
- Зщ Игорь Головков
- Зщ  Марк Джиордано
- Зщ Андрей Заболотнев
- Зщ Иван Максимкин
- Зщ Ренат Мамашев → «Торпедо»
- Зщ Даниил Марков
- Зщ Олег Ореховский
- Зщ  Геннадий Разин
- Зщ Яков Рылов
- Зщ  Алексей Трощинский
- Нп Дмитрий Афанасенков
- Нп Алексей Бадюков
- Нп Роман Волошенко
- Нп Александр Горошанский
- Нп Владислав Евсеев → «Витязь»
- Нп Игорь Емелеев ← «Металлург» М
- Нп Дмитрий Корнеев
- Нп Сергей Коростин
- Нп  Эрик Ландри
- Нп Андрей Ложкин
- Нп Дмитрий Лугин
- Нп  Джеми Лундмарк
- Нп Игорь Мирнов → «Металлург» М
- Нп Максим Осипов → «Торпедо»
- Нп Александр Полухин
- Нп Константин Романов
- Нп Сергей Сентюрин
- Нп Геннадий Столяров
- Нп Фёдор Фёдоров
- Нп Александр Харитонов
- Нп Алексей Чупин
- Нп Дмитрий Шитиков
- Нп Виталий Ячменев
- Главный тренер: Владимир Крикунов (до 6 декабря), Анатолий Антипов (6 — 21 декабря, и. о.),  Владимир Вуйтек

## «Северсталь»
- Вр  Александр Вьюхин
- Вр Ильдар Мухометов
- Вр Александр Тряничев
- Зщ Юрий Александров
- Зщ Сергей Гимаев
- Зщ  Йозеф Грабал
- Зщ Станислав Егоршев
- Зщ Андрей Есипов
- Зщ Павел Канарский ← СКА
- Зщ Дмитрий Красоткин
- Зщ Михаил Куклев
- Зщ Максим Ружанов
- Зщ  Петр Часлава
- Зщ Максим Чудинов
- Зщ Александр Шинин
- Зщ Дмитрий Юшкевич
- Нп Николай Бардин
- Нп Алексей Глухов
- Нп  Милослав Горжава
- Нп Олег Губин
- Нп Михаил Деев
- Нп Алексей Еремин
- Нп Андрей Коваленко
- Нп Семен Кокуев
- Нп Илья Малюшкин
- Нп Сергей Пискунов
- Нп Игорь Полыгалов
- Нп Сергей Соин
- Нп  Йозеф Страка
- Нп Виктор Тихонов
- Нп Юрий Трубачёв
- Нп Максим Трунев
- Нп Вадим Шипачев
- Нп Михаил Якубов
- Главный тренер: Александр Асташёв, Андрей Пятанов (28 декабря — 4 января, и. о.), Владимир Юрзинов-мл.

## «Химик»
- Вр Константин Барулин
- Вр Виталий Евдокимов
- Вр  Виталий Колесник
- Зщ Михаил Баландин
- Зщ Дмитрий Быков
- Зщ Павел Ворошнин
- Зщ Михаил Григорьев
- Зщ Максим Колесник
- Зщ Дмитрий Космачев
- Зщ Андрей Кручинин
- Зщ Кирилл Лямин
- Зщ Филипп Метлюк
- Зщ Андрей Мухачев
- Зщ  Максим Семёнов
- Зщ Вадим Хомицкий
- Нп Игорь Антосик
- Нп Руслан Башкиров
- Нп Александр Блохин
- Нп Александр Бойков
- Нп  Ян Булис
- Нп Александр Бумагин
- Нп Дмитрий Власенков
- Нп Михаил Глухов
- Нп Дмитрий Кагарлицкий
- Нп Илья Крикунов
- Нп Денис Кулик
- Нп Антон Лазарев
- Нп  Яник Леху
- Нп Альберт Лещев
- Нп Сергей Мозякин
- Нп Александр Нестеров
- Нп Николай Охлобыстин → «Металлург» Н
- Нп Владислав Поперечный
- Нп Николай Пронин
- Нп  Мартен Сен-Пьер
- Нп Антон Соколов → «Лада»
- Нп Павел Чернов
- Нп  Нильс Экман
- Нп Олег Яшин
- Главный тренер: Юрий Страхов (до 9 ноября), Юрий Новиков

## «Авангард»
- Вр  Фрэд Брэйтуэйт
- Вр Максим Соколов
- Вр Александр Фомичев
- Зщ Антон Бабчук
- Зщ Денис Денисов
- Зщ Евгений Дубровин
- Зщ Николай Игнатов
- Зщ Александр Карповцев ← «Сибирь»
- Зщ  Сергей Климентьев
- Зщ Евгений Курбатов
- Зщ  Росс Лупачук
- Зщ Михаил Любушин
- Зщ Никита Никитин
- Зщ Александр Титов ← СКА
- Нп Егор Аверин
- Нп Евгений Артюхин → ЦСКА
- Нп Александр Головин ← «Ак Барс»
- Нп Илья Дубровин
- Нп Антон Жданов
- Нп Алексей Зоткин
- Нп Денис Казионов → «Металлург» Н
- Нп  Алексей Калюжный
- Нп Антон Курьянов
- Нп Владимир Первушин
- Нп Александр Попов
- Нп  Павел Роса
- Нп Александр Свитов
- Нп Никита Смирнов
- Нп Кирилл Старцев
- Нп Алексей Тертышный
- Нп Илья Федин
- Нп Евгений Хацей → «Сибирь»
- Нп Александр Храмков
- Нп Алексей Черепанов
- Нп Артём Чубаров
- Нп Максим Якуценя
- Главный тренер: Сергей Герсонский

## ХК МВД
- Вр Михаил Бирюков
- Вр Евгений Константинов
- Вр Денис Худяков
- Зщ  Алексей Васильченко ← ЦСКА
- Зщ Максим Великов
- Зщ Роман Дерлюк
- Зщ Сергей Журиков
- Зщ Артём Зубарев
- Зщ  Алексей Ишмаметьев
- Зщ Евгений Катичев
- Зщ Игорь Князев
- Зщ Александр Кутузов
- Зщ Максим Соловьев
- Зщ Павел Траханов
- Зщ Василий Турковский → «Амур»
- Зщ Никита Цирулев
- Нп Семён Ажермачев
- Нп  Олег Антоненко
- Нп Егор Башкатов → «Амур»
- Нп Андрей Башкиров
- Нп Сергей Бердников
- Нп Арсений Бондарев
- Нп Александр Бутурлин ← «С. Юлаев»
- Нп Сергей Грибанов ← «Витязь»
- Нп Руслан Зайнуллин
- Нп Виктор Калачик
- Нп Денис Карцев → «Торпедо»
- Нп Денис Кокарев
- Нп Алексей Кровопусков
- Нп Евгений Лапин ← «Сибирь»
- Нп Денис Мосалев
- Нп Андрей Рычагов
- Нп Руслан Хасаншин
- Нп Алексей Цветков
- Нп Артём Чернов
- Нп  Вадим Шахрайчук
- Главный тренер: Андрей Хомутов

## «Спартак»
- Вр Евгений Лобанов
- Вр Александр Полукеев
- Вр  Константин Симчук
- Зщ Вячеслав Белов
- Зщ Алексей Бондарев
- Зщ Владислав Егин
- Зщ Александр Ждан
- Зщ Сергей Зимаков
- Зщ Леонид Канарейкин
- Зщ Владимир Корсунов
- Зщ Роман Кухтинов
- Зщ  Алексей Литвиненко
- Зщ  Джейми Риверс
- Зщ Евгений Сапожков
- Зщ Николай Сёмин ← «Сибирь»
- Зщ Андрей Яханов → «Витязь»
- Нп Алексей Акифьев
- Нп Альберт Вишняков ← «Металлург» Н
- Нп Павел Воробьев
- Нп Андрей Галушкин → «Нефтехимик»
- Нп Илья Докшин
- Нп Александр Дроздецкий
- Нп Алексей Зыкин
- Нп Михаил Иванов
- Нп Глеб Клименко → «Витязь»
- Нп Кирилл Князев
- Нп Максим Коробов
- Нп Эдуард Кудерметов ← «Металлург» М
- Нп Юрий Кузин
- Нп  Дмитрий Мелешко
- Нп Дмитрий Пестунов
- Нп Артём Подшендялов
- Нп Максим Рыбин
- Нп  Дмитрий Уппер
- Нп Александр Юньков
- Нп Михаил Юньков
- Главный тренер: Валерий Брагин (до 7 декабря),  Милош Ржига

## «Лада»
- Вр Алексей Белов
- Вр  Майк Фаунтин
- Зщ Артём Безруков ← «Витязь»
- Зщ Алексей Белоусов
- Зщ Денис Бодров
- Зщ Валерий Васильев
- Зщ Дмитрий Воробьев
- Зщ Михаил Доника ← «Торпедо»
- Зщ Марат Калимулин
- Зщ Евгений Лемешевский
- Зщ Денис Макаров
- Зщ Степан Мохов
- Зщ Владислав Озолин
- Зщ Григорий Панин → «Ак Барс»
- Зщ Алексей Пепеляев
- Зщ  Евгений Пупков
- Зщ  Георгий Пуяц
- Зщ Михаил Рыбалко
- Зщ Максим Рыбалко
- Зщ Михаил Рязанов
- Зщ Андрей Спиридонов ← СКА
- Зщ  Атварс Трибунцов
- Зщ Сергей Филин ← «Трактор»
- Нп Денис Абдуллин
- Нп Сергей Андронов
- Нп Олег Белкин
- Нп  Максим Беляев
- Нп Евгений Бодров
- Нп Виктор Гордиюк
- Нп Виктор Другов ← «Трактор»
- Нп Егор Жарков
- Нп Станислав Жмакин
- Нп Евгений Кетов
- Нп Александр Кожевников
- Нп Максим Кривоножкин
- Нп Антон Крысанов
- Нп Константин Майоров
- Нп  Тони Мякиахо
- Нп Кирилл Никоноров
- Нп Константин Панов
- Нп Юрий Петров
- Нп Александр Плющев
- Нп Яков Рачинский
- Нп Максим Савосин
- Нп Евгений Сафронов
- Нп Антон Соколов ← «Химик»
- Нп Марат Сулейманов
- Нп Александр Черников
- Нп Дмитрий Шамолин
- Главный тренер: Юрий Новиков (до 12 сентября), Николай Казаков

## «Трактор»
- Вр Данила Алистратов
- Вр Георгий Гелашвили
- Вр Александр Данилишин
- Вр Сергей Мыльников
- Зщ  Марат Аскаров
- Зщ Денис Баев
- Зщ Вячеслав Войнов
- Зщ Александр Долишня
- Зщ Валерий Дыдыкин
- Зщ Денис Ежов
- Зщ Андрей Конев
- Зщ Никита Коровкин
- Зщ Алексей Орлов
- Зщ Олег Пиганович
- Зщ Александр Сазонов
- Зщ Сергей Филин → «Лада»
- Зщ  Якуб Чутта ← «Нефтехимик»
- Нп Владимир Артюшин
- Нп Вадим Бердников
- Нп  Марек Ворел
- Нп Владимир Воронцов
- Нп Евгений Галкин
- Нп Антон Глинкин
- Нп Евгений Дадонов
- Нп Виктор Другов ← «Лада»
- Нп Алексей Заварухин
- Нп Дмитрий Зюзин
- Нп Александр Калянин ← «Локомотив»
- Нп  Константин Касянчук
- Нп  Андрей Михнов
- Нп Дмитрий Набоков ← «Сибирь»
- Нп Андрей Николишин
- Нп Иван Новосельцев ← «Амур»
- Нп Андрей Попов
- Нп Анатолий Раенко
- Нп Евгений Скачков
- Нп Дмитрий Уткин
- Нп Денис Ячменев
- Главный тренер: Андрей Назаров

## «Нефтехимик»
- Вр  Майкл Гарнетт
- Вр Сергей Хорошун
- Вр Линар Шигапов
- Зщ Дмитрий Балмин
- Зщ Сергей Бернацкий
- Зщ Ильшат Билалов
- Зщ Денис Гроть
- Зщ Игорь Зубов ← «Локомотив»
- Зщ Иван Лекомцев
- Зщ Евгений Нурисламов
- Зщ Алексей Петров
- Зщ  Томаш Староста
- Зщ Андрей Телюкин
- Зщ  Якуб Чутта → «Трактор»
- Зщ Никита Щитов
- Нп Рафаэль Ахметов
- Нп Руслан Берников ← «Сибирь»
- Нп Игорь Бортников
- Нп Андрей Галушкин ← «Спартак»
- Нп Радик Закиев
- Нп Андрей Иванов
- Нп Александр Исламов
- Нп Андрей Кузьмин
- Нп  Роман Кукумберг
- Нп Константин Куликов
- Нп Денис Логинов
- Нп Константин Макаров
- Нп Дмитрий Макаров
- Нп Евгений Муратов → «Сибирь»
- Нп Максим Пестушко
- Нп Александр Рыбаков
- Нп Василий Смирнов
- Нп  Алексей Угаров
- Нп Денис Фахрутдинов
- Нп Марат Фахрутдинов
- Нп Денис Хлыстов
- Нп Дмитрий Черных
- Нп Андрей Шепеленко
- Главный тренер: Геннадий Цыгуров (до 10 февраля), Владимир Крикунов

## «Амур»
- Вр Андрей Малков
- Вр  Тайлер Мосс
- Вр Алексей Мурыгин
- Зщ Александр Аксёненко
- Зщ Артём Анисимов
- Зщ  Владимир Антипин
- Зщ Виктор Котов
- Зщ  Ян Платил
- Зщ Дмитрий Самарин
- Зщ Алексей Тезиков
- Зщ Василий Турковский ← ХК МВД
- Зщ Юрий Филатов
- Зщ Владимир Чебатуркин
- Зщ Виталий Шулаков
- Нп Сергей Акимов
- Нп Сергей Аншаков
- Нп Сергей Арекаев
- Нп Егор Башкатов ← ХК МВД
- Нп Алексей Воробьев
- Нп Вадим Голубцов
- Нп Александр Гутов
- Нп  Дмитрий Дударев
- Нп Игорь Игнатушкин
- Нп Игорь Камаев
- Нп Александр Крысанов
- Нп Сергей Кузнецов
- Нп Дмитрий Куренков
- Нп Олег Минаков
- Нп Иван Новосельцев → «Трактор»
- Нп  Петер Нюландер
- Нп Максим Овчинников
- Нп Вадим Покотило
- Нп Михаил Сарматин
- Нп Андрей Страхов
- Нп Дмитрий Учайкин
- Нп Максим Юшков
- Главный тренер: Владимир Мариничев (до 27 декабря), Анатолий Емелин

## 17. «Металлург» Новокузнецк
- Вр Сергей Бобровский
- Вр  Сергей Гайдученко
- Вр  Скотт Лэнгкоу
- Вр Сергей Николаев
- Вр Максим Соколов
- Зщ Виталий Аникеенко →  «Локомотив»
- Зщ Максим Галанов
- Зщ Дмитрий Гусев
- Зщ Владимир Гусев ← «Сибирь»
- Зщ Марат Давыдов ← «Витязь»
- Зщ Евгений Королев
- Зщ  Родриго Лавиньш
- Зщ Артём Марьямс
- Зщ Дмитрий Орлов
- Зщ  Артём Остроушко
- Зщ  Петер Подхрадски
- Зщ Раиль Розаков
- Зщ  Олег Сорокин
- Зщ Артём Тернавский
- Зщ Сергей Шардаков
- Нп  Виктор Александров
- Нп Максим Балмочных
- Нп Альберт Вишняков ← «Спартак»
- Нп Константин Глазачев
- Нп Павел Засыпкин
- Нп Денис Казионов → «Авангард»
- Нп Сергей Кривокрасов
- Нп Евгений Лапенков
- Нп Дмитрий Левинский → «Торпедо»
- Нп Егор Михайлов
- Нп Сергей Огородников ← ЦСКА
- Нп Евгений Орлов
- Нп Николай Охлобыстин ← «Химик»
- Нп  Фёдор Полищук
- Нп Михаил Севостьянов ← «Металлург» М
- Нп Алексей Сопин
- Нп Максим Спиридонов
- Нп Денис Стасюк
- Нп  Андрей Степанов ← «Витязь»
- Нп Александр Татаринов
- Нп  Джастин Тейлор
- Нп Ринат Хасанов
- Нп Валерий Хлебников
- Главный тренер: Сергей Николаев (до 24 ноября), Борис Михайлов

## 18. «Витязь»
- Вр Алексей Волков
- Вр Алексей Егоров
- Вр Борис Тортунов
- Зщ Артём Безруков ← «Лада»
- Зщ  Ян Горачек
- Зщ Алексей Гришин
- Зщ Александр Гришин
- Зщ  Станислав Гудец
- Зщ Марат Давыдов → «Металлург» Н
- Зщ Максим Епрев
- Зщ Андрей Козырев
- Зщ Максим Кузнецов
- Зщ Дмитрий Лоптев
- Зщ Дмитрий Мегалинский
- Зщ Юрий Панов
- Зщ Андрей Скопинцев
- Зщ Андрей Яханов ← «Спартак»
- Нп Павел Бойченко
- Нп  Дарси Веро
- Нп Константин Волков
- Нп Сергей Грибанов ← «ХК МВД»
- Нп Владислав Евсеев ← «Динамо»
- Нп Владимир Карпов
- Нп Олег Кваша
- Нп Глеб Клименко ← «Спартак»
- Нп Александр Королюк
- Нп Дмитрий Коротков
- Нп Андрей Кучин
- Нп Антон Носов
- Нп  Натан Перрот
- Нп  Андрей Подконицки
- Нп Игорь Радулов
- Нп Денис Сергеев
- Нп Игорь Скороходов
- Нп Алексей Смирнов
- Нп  Андрей Степанов → «Металлург» Нк
- Нп Дмитрий Субботин
- Нп Александр Чагодаев
- Нп Евгений Чесалин
- Нп Дмитрий Ягутов
- Главный тренер: Мисхат Фахрутдинов (до 28 октября), Сергей Гомоляко

## 19. «Сибирь»
- Вр Сергей Белов
- Вр Виталий Евдокимов
- Вр Сергей Николаев
- Вр  Даниэль Хенрикссон
- Вр Евгений Царегородцев
- Зщ Кирилл Алексеев
- Зщ Константин Алексеев
- Зщ Евгений Блохин ← «Динамо»
- Зщ  Милослав Гурень
- Зщ Владимир Гусев → «Металлург» Н
- Зщ Александр Карповцев → «Авангард»
- Зщ Александр Короболин
- Зщ Алексей Кривченков
- Зщ Владимир Логинов
- Зщ  Томаш Мойжиш
- Зщ  Игорь Никитин
- Зщ Сергей Решетников
- Зщ Николай Сёмин → «Спартак»
- Зщ Алексей Швалев ← «Локомотив»
- Нп Олег Белов
- Нп Руслан Берников → «Сибирь»
- Нп  Сергей Варламов
- Нп Игорь Карпов
- Нп Даниил Карпюк
- Нп Алексей Копейкин
- Нп Денис Кочетков
- Нп Иван Кучин
- Нп Евгений Лапин → ХК МВД
- Нп Владимир Маркелов
- Нп Егор Миловзоров
- Нп Евгений Муратов ← «Нефтехимик»
- Нп Дмитрий Набоков → «Трактор»
- Нп Андрей Никитенко
- Нп Сергей Пайор
- Нп Андрей Поснов
- Нп Андрей Субботин
- Нп Денис Тюрин
- Нп Евгений Хацей ← «Авангард»
- Нп Василий Чистоклетов
- Главный тренер: Сергей Котов, Владимир Гольц (и. о.)

## 20. «Торпедо»
- Вр Сергей Звягин
- Вр  Душан Салфицки
- Вр Андрей Царев
- Зщ Михаил Доника → «Лада»
- Зщ Валерий Жуков
- Зщ Александр Завьялов
- Зщ Сергей Кагайкин
- Зщ Ренат Мамашев ← «Динамо»
- Зщ  Виталий Новопашин
- Зщ Владислав Отмахов
- Зщ  Алеш Пиша
- Зщ Андрей Поддякон
- Зщ Иван Сидоров → «Металлург» М
- Зщ Николай Цулыгин
- Зщ Евгений Шалдыбин
- Зщ Евгений Штайгер
- Нп Дмитрий Алтарев
- Нп Юрий Буцаев
- Нп Михаил Варнаков
- Нп Владимир Галузин
- Нп Александр Гольц
- Нп Алексей Горшков
- Нп Юрий Добрышкин
- Нп Александр Зевахин
- Нп Денис Карцев ← ХК МВД
- Нп Дмитрий Клопов
- Нп Сергей Королёв
- Нп  Даниэль Корсо
- Нп Алексей Косоуров ← ЦСКА
- Нп Дмитрий Левинский ← «Металлург» Н
- Нп Игорь Меляков
- Нп  Александр Ниживий
- Нп Максим Осипов ← «Динамо»
- Нп Алексей Потапов
- Нп Максим Потапов
- Нп Дмитрий Саюстов
- Нп Сергей Шаламай
- Нп Егор Шастин
- Нп Александр Шинкарь
- Главный тренер: Владимир Юрзинов-мл. (до 7 декабря), Пётр Воробьёв (до 26 января), Евгений Попихин